# Национальная лига за демократию
Национа́льная ли́га за демокра́тию (бирм. အမျိုးသားဒီမိုကရေစီအဖွဲ့ချုပ်, ʔəmjóðá dìmòkəɹèsì ʔəpʰwḛdʑoʊʔ; сокр. НЛД) — политическая партия Мьянмы, основанная 27 сентября 1988 года. Партию возглавляет генеральный секретарь Аун Сан Су Чжи. 6 мая 2010 года партия была признана нелегальной и распущена военной хунтой после неудачной попытки зарегистрироваться на выборы, которые состоялись 7 ноября 2010 года. Вновь зарегистрирована 13 декабря 2011 года.

## Национальная лига за демократию (Освобожденные земли)
Национальная лига за демократию сформировала фракцию, действующую на территориях границы Мьянмы и Таиланда, неподконтрольных военному правительству, а также в диаспоре.